# Hoa hậu Mông Cổ
Hoa hậu Mông Cổ (tiếng Mông Cổ: Мисс Монголиа) là cuộc thi sắc đẹp được tổ chức tại Mông Cổ để chọn đại diện của Mông Cổ cho cuộc thi Hoa hậu Quốc tế. Cuộc thi Hoa hậu Mông Cổ đầu tiên diễn ra vào năm 2001. Nhà tổ chức chính thức Hoa hậu Mông Cổ là công ty Desoft Media. Cuộc thi này không liên quan đến Hoa hậu Thế giới Mông Cổ.

## Lịch sử
Hiệp hội Hoa hậu Mông Cổ là cuộc thi quốc gia lâu đời nhất ở Mông Cổ. Mục đích của nó là để thúc đẩy vẻ đẹp và giá trị Mông Cổ, thanh niên Mông Cổ, đặc biệt là các cô gái trẻ với giáo dục, truyền thông và tiến hành các hoạt động nhằm nâng cao kiến thức về cái đẹp. Hiệp hội hoạt động như một tổ chức phi lợi nhuận phi chính phủ. Ủy ban cũng đã sắp xếp cho những người chiến thắng để cạnh tranh tại Hoa hậu Quốc tế và Hoa hậu Trái Đất.
Hoa hậu Mông Cổ 2014 là Yu Baljidmaa. Cô đã rút khỏi Hoa hậu Quốc tế năm 2014 và được thay thế bởi Á hậu, Altangerel Bayartsetseg.

## Chủ đề
Màu sắc chính
- Được tuyên bố là Người chiến thắng

| Năm  | Hoa hậu Mông Cổ            | Ghi chú                                                 |
| 2001 | Sansarmaa Luvsandoo        |                                                         |
| 2004 | Sodtuya Chadraabal         |                                                         |
| 2005 | Gantogoo Bayaarkhuu        |                                                         |
| 2006 | Bolortuya Dagva            |                                                         |
| 2007 | Gerelchuluun Baatarchuluun |                                                         |
| 2008 | Ochgerel Khulangoo         |                                                         |
| 2009 | Badamgerel Khurelbaatar    |                                                         |
| 2010 | Badamtsetseg Batmunkh      |                                                         |
| 2011 | Tugsuu Idersaikhan         | Hoa hậu Trái Đất Mông Cổ 2014                           |
| 2012 | Dolgion Delgerjav          |                                                         |
| 2013 | Anu Namshir                | Người chiến thắng Hoa hậu Du lịch Nữ hoàng Quốc tế 2016 |
| 2014 | Yu Baljidmaa               | Á hậu 2 tại Hoa hậu Mông Cổ 2016                        |
| 2015 | Azzaya Tsogt-Ochir         |                                                         |
| 2018 | Saikhantamir Amarsanaa     |                                                         |

## Tứ đại Hoa hậu
Màu sắc chính
- Được tuyên bố là Người chiến thắng
- Đứng thứ hai
- Kết thúc với tư cách là một trong những người vào chung kết hoặc bán kết

### Hoa hậu quốc tế Mông Cổ
| Năm  | Hoa hậu Mông Cổ            | Vị trí         | Giải đặc biệt             |
| 2001 | Sansarmaa Luvsandoo        | Top 15         |                           |
| 2004 | Sodtuya Chadraabal         | Top 15         |                           |
| 2005 | Gantogoo Bayaarkhuu        | Không xếp hạng |                           |
| 2006 | Bolortuya Dagva            | Không xếp hạng |                           |
| 2007 | Gerelchuluun Baatarchuluun | Không xếp hạng |                           |
| 2008 | Ochgerel Khulangoo         | Không xếp hạng |                           |
| 2009 | Badamgerel Khurelbaatar    | Không xếp hạng |                           |
| 2010 | Badamtsetseg Batmunkh      | Không xếp hạng | Giải thưởng tích cực nhất |
| 2011 | Tugsuu Idersaikhan         | Á hậu 2        |                           |
| 2012 | Dolgion Delgerjav          | Không xếp hạng |                           |
| 2013 | Anu Namshir                | Không xếp hạng |                           |
| 2014 | Altangerel Bayartsetseg    | Không xếp hạng |                           |
| 2015 | Azzaya Tsogt-Ochir         | Không xếp hạng |                           |
| 2017 | Saikhantamir Amarsanaa     | Không xếp hạng |                           |

## Hoa hậu Trái Đất Mông Cổ
Mông Cổ ra mắt cuộc thi Hoa hậu Trái Đất vào năm 2005. Giữa năm 2005 và 2013 Hoa hậu Trái Đất Mông Cổ đã được lựa chọn bởi một cơ quan khác. Bắt đầu vào năm 2014 người chiến thắng trước đây Hoa hậu Mông Cổ có thể cạnh tranh trong cuộc thi Hoa hậu Trái Đất.
| Năm  | Hoa hậu Mông Cổ          | Vị trí         | Giải đặc biệt                                                               |
| 2005 | Sarnai Amar              | Không xếp hạng |                                                                             |
| 2010 | Gantogoo Bayaarkhuu      | Không xếp hạng |                                                                             |
| 2012 | Battsetseg Turbat        | Không xếp hạng | · Resorts Wear                                                              |
| 2013 | Bayartsatsral Baljinnyam | Không xếp hạng | Tốt nhất trong trang phục chính thức                                        |
| 2014 | Tugsuu Idersaikhan       | Top 8          | · Cocktail Wear                                                             |
| 2015 | Altangerel Bayartsetseg  | Top 16         | · Miss Photogenic · Evening Gown · Cocktail Wear · Top 4 tại Best Eco Video |
| 2016 | Enkhbor Azbileg          | Không xếp hạng | · Tài năng (Group 3)                                                        |
| 2017 | Tugs-Amgalan Batjargal   | Không xếp hạng |                                                                             |

## Kết quả
Vào ngày 5 tháng 10 năm 2014, Altangerel Bayartsetseg đoạt "Hoa hậu Quốc tế Mông Cổ". Người chiến thắng năm 2014, Yu Baljidmaa đã không cạnh tranh mà không rõ lý do. Bayartsetseg đứng vị trí thứ hai của năm 2014.